# مونيك وليامز (ممثلة)
مونيك وليامز (بالإنجليزية: Monique Williams)‏ هي ممثلة أسترالية، ولدت في 1992.

## وصلات خارجية
- مونيك وليامز (ممثلة) على موقع IMDb (الإنجليزية)
- مونيك وليامز (ممثلة) على موقع قاعدة بيانات الفيلم (الإنجليزية)